# Paul Hugh Emmett
Paul Hugh Emmett (Portland, 22 settembre 1900 – 22 aprile 1985) è stato un chimico statunitense.

## Biografia
Dopo aver completato il baccalaureato all'Oregon Agricultural College (ora Oregon State University), Emmett si iscrisse al California Institute of Technology, dove ottenne un  Ph.D. Egli fu compagno di scuola e amico di Linus Pauling in entrambe le istituzioni. Nel 1976 sposò la sorella di Pauling, Pauline (sua terza moglie).
Emmett divenne professore al Chemical Engineering Department della Johns Hopkins University nel 1937 e nel 1943 lasciò l'università per unirsi al progetto Manhattan, dove fu determinante nello sviluppo delle tecniche di separazione fra Uranio-235 e U-238. Dopo aver lavorato al Mellon Institute of Industrial Research, il Dr. Emmett fece ritorno alla Johns Hopkins nel 1955, come W. R. Grace Professor al Chemistry Department. Fu attivo, sia a livello nazionale che internazionale, in diversi comitati scientifici e partecipò a molte conferenze. Fra i suoi principali contributi si ricordano la BET theory per il calcolo della superficie di un materiale in funzione della quantità di gas da essa assorbita; lavori con l'impiego di ammoniaca e nitruro di ferro, e molti altri esperimenti dettagliati. Venne eletto alla National Academy of Sciences nel 1955.
Si ritirò dalla Johns Hopkins nel 1971 e divenne professore di ricerca al Chemistry Department della Portland State University, intraprendendo esperimenti in nuove aree di ricerca, come la superficie dei suoli e la porosità dei carboni, presentando i suoi studi in seminari e offrendo corsi avanzati di catalisi.